# The Free Software Directory
The Free Software Directory – projekt Free Software Foundation i UNESCO zbierający i udostępniający informacje na temat wolnego oprogramowania pozwalającego na uruchomienie go w wolnym systemie operacyjnym, np. GNU/Linux czy OpenBSD.